# Seznam kulturních památek v Hartmanicích
Tento seznam nemovitých kulturních památek ve městě Hartmanice v okrese Klatovy vychází z  Ústředního seznamu kulturních památek ČR, který na základě zákona č. 20/1987 Sb., o státní památkové péči, vede Národní památkový ústav jako ústřední organizace státní památkové péče. Údaje jsou průběžně upřesňovány, přesto mohou obsahovat i řadu věcných a formálních chyb a nepřesností či být neaktuální. 
Pokud byly některé části dotčeného území vyčleněny do samostatných seznamů, měly by být odkazy na tyto dílčí seznamy uvedeny v úvodu tohoto seznamu nebo v úvodu příslušné sekce seznamu.

## Hartmanice
|  | Kategorie „Synagogue_in_Hartmanice “ na Wikimedia Commons | Hledat fotografie a kategorie ve Wikimedia Commons podle rejstříkového čísla památky | Nahrát snímek k tomuto tématu do úložiště Wikimedia Commons |  |

|  |  | Hledat fotografie a kategorie ve Wikimedia Commons podle rejstříkového čísla památky | Nahrát snímek k tomuto tématu do úložiště Wikimedia Commons |  |

|  | Kategorie „Gold mine in Hartmanice “ na Wikimedia Commons | Hledat fotografie a kategorie ve Wikimedia Commons podle rejstříkového čísla památky | Nahrát snímek k tomuto tématu do úložiště Wikimedia Commons |  |

|  | Kategorie „Fountain in Hartmanice “ na Wikimedia Commons | Hledat fotografie a kategorie ve Wikimedia Commons podle rejstříkového čísla památky | Nahrát snímek k tomuto tématu do úložiště Wikimedia Commons |  |

|  | Kategorie „Church of Saint Catherine (Hartmanice) “ na Wikimedia Commons | Hledat fotografie a kategorie ve Wikimedia Commons podle rejstříkového čísla památky | Nahrát snímek k tomuto tématu do úložiště Wikimedia Commons |  |

## Dobrá Voda
| Památka                            | Fotografie                                                                  | Rejstříkové číslo v ÚSKP                                                             | Sídelní útvar                                               | Poloha                                | Popis a poznámky                                                  |
| ---------------------------------- | --------------------------------------------------------------------------- | ------------------------------------------------------------------------------------ | ----------------------------------------------------------- | ------------------------------------- | ----------------------------------------------------------------- |
| Kostel svatého Vintíře (Q23656880) | \| \| \| \| \| \|                                                           | 22475/4-2857 Pam. katalog MIS                                                        | Dobrá Voda                                                  | 49°9′19,13″ s. š., 13°26′15,88″ v. d. | Kostel sv. Vintíře · Zapsáno do státního seznamu před rokem 1988. |
|                                    | Kategorie „Church of Gunther of Bohemia (Dobrá Voda) “ na Wikimedia Commons | Hledat fotografie a kategorie ve Wikimedia Commons podle rejstříkového čísla památky | Nahrát snímek k tomuto tématu do úložiště Wikimedia Commons |                                       |                                                                   |

## Dolejší Krušec
| Památka                  | Fotografie                                              | Rejstříkové číslo v ÚSKP                                                             | Sídelní útvar                                               | Poloha                                                | Popis a poznámky                                     |
| ------------------------ | ------------------------------------------------------- | ------------------------------------------------------------------------------------ | ----------------------------------------------------------- | ----------------------------------------------------- | ---------------------------------------------------- |
| Zámek Krušec (Q38089030) | \| \| \| \| \| \|                                       | 46935/4-2884 Pam. katalog MIS                                                        | Dolejší Krušec                                              | Dolejší Krušec 49°10′54,37″ s. š., 13°28′27,79″ v. d. | Zámek · Zapsáno do státního seznamu před rokem 1988. |
|                          | Kategorie „Dolejší Krušec Castle “ na Wikimedia Commons | Hledat fotografie a kategorie ve Wikimedia Commons podle rejstříkového čísla památky | Nahrát snímek k tomuto tématu do úložiště Wikimedia Commons |                                                       |                                                      |

## Dolejší Těšov
| Památka                         | Fotografie                                               | Rejstříkové číslo v ÚSKP                                                             | Sídelní útvar                                               | Poloha                                                 | Popis a poznámky                                     |
| ------------------------------- | -------------------------------------------------------- | ------------------------------------------------------------------------------------ | ----------------------------------------------------------- | ------------------------------------------------------ | ---------------------------------------------------- |
| Zámek Dolejší Těšov (Q30770327) | \| \| \| \| \| \|                                        | 38767/4-2888 Pam. katalog MIS                                                        | Dolejší Těšov                                               | Dolejší Těšov 1 49°11′18,27″ s. š., 13°25′41,32″ v. d. | Zámek · Zapsáno do státního seznamu před rokem 1988. |
|                                 | Kategorie „Dolejší Těšov (castle) “ na Wikimedia Commons | Hledat fotografie a kategorie ve Wikimedia Commons podle rejstříkového čísla památky | Nahrát snímek k tomuto tématu do úložiště Wikimedia Commons |                                                        |                                                      |

## Karlov
| Památka                           | Fotografie                                                     | Rejstříkové číslo v ÚSKP                                                             | Sídelní útvar                                               | Poloha                                                                    | Popis a poznámky |
| --------------------------------- | -------------------------------------------------------------- | ------------------------------------------------------------------------------------ | ----------------------------------------------------------- | ------------------------------------------------------------------------- | --- |
| Vila na samotě Karlov (Q38488615) | \| \| \| \| \| \|                                              | 105040 Pam. katalog MIS                                                              | Karlov                                                      | samota Karlov (bez domovního čísla) 49°9′48,09″ s. š., 13°25′39,54″ v. d. | Vila, park, kašna, kaple svatého Marka Poznámka: místní část Keply, k. ú. Kochánov III, město Hartmanice, okres Klatovy Památkově chráněno od 13. března 2013. |
|                                   | Kategorie „Villa in Karlov (Hartmanice) “ na Wikimedia Commons | Hledat fotografie a kategorie ve Wikimedia Commons podle rejstříkového čísla památky | Nahrát snímek k tomuto tématu do úložiště Wikimedia Commons |                                                                           | |

## Chlum
| Památka                 | Fotografie        | Rejstříkové číslo v ÚSKP                                                             | Sídelní útvar                                               | Poloha                                         | Popis a poznámky                                     |
| ----------------------- | ----------------- | ------------------------------------------------------------------------------------ | ----------------------------------------------------------- | ---------------------------------------------- | ---------------------------------------------------- |
| Zámek Chlum (Q30769803) | \| \| \| \| \| \| | 19046/4-2889 Pam. katalog MIS                                                        | Chlum                                                       | Chlum 1 49°11′22,53″ s. š., 13°26′33,27″ v. d. | Zámek · Zapsáno do státního seznamu před rokem 1988. |
|                         |                   | Hledat fotografie a kategorie ve Wikimedia Commons podle rejstříkového čísla památky | Nahrát snímek k tomuto tématu do úložiště Wikimedia Commons |                                                |                                                      |

## Kochánov
| Památka                                              | Fotografie        | Rejstříkové číslo v ÚSKP                                                             | Sídelní útvar                                               | Poloha                                             | Popis a poznámky                                                               |
| ---------------------------------------------------- | ----------------- | ------------------------------------------------------------------------------------ | ----------------------------------------------------------- | -------------------------------------------------- | ------------------------------------------------------------------------------ |
| Královácký dvorec Busil / Kriegseisenhof (Q37423884) | \| \| \| \| \| \| | 101779 Pam. katalog MIS                                                              | Kochánov                                                    | Kochánov 22 49°10′52,95″ s. š., 13°23′18,72″ v. d. | Dvorec královácký Busil (Kriegseisenhof) Památkově chráněno od 17. dubna 2006. |
|                                                      |                   | Hledat fotografie a kategorie ve Wikimedia Commons podle rejstříkového čísla památky | Nahrát snímek k tomuto tématu do úložiště Wikimedia Commons |                                                    |                                                                                |

## Kundratice
| Památka                      | Fotografie                                            | Rejstříkové číslo v ÚSKP                                                             | Sídelní útvar                                               | Poloha                                             | Popis a poznámky                                     |
| ---------------------------- | ----------------------------------------------------- | ------------------------------------------------------------------------------------ | ----------------------------------------------------------- | -------------------------------------------------- | ---------------------------------------------------- |
| Zámek Kundratice (Q30790174) | \| \| \| \| \| \|                                     | 35302/4-2892 Pam. katalog MIS                                                        | Kundratice                                                  | Kundratice 1 49°9′32,12″ s. š., 13°27′51,57″ v. d. | Zámek · Zapsáno do státního seznamu před rokem 1988. |
|                              | Kategorie „Kundratice (castle) “ na Wikimedia Commons | Hledat fotografie a kategorie ve Wikimedia Commons podle rejstříkového čísla památky | Nahrát snímek k tomuto tématu do úložiště Wikimedia Commons |                                                    |                                                      |

## Loučová
| Památka           | Fotografie        | Rejstříkové číslo v ÚSKP                                                             | Sídelní útvar                                               | Poloha                                                             | Popis a poznámky                                     |
| ----------------- | ----------------- | ------------------------------------------------------------------------------------ | ----------------------------------------------------------- | ------------------------------------------------------------------ | ---------------------------------------------------- |
| Kaple (Q37469886) | \| \| \| \| \| \| | 28787/4-2894 Pam. katalog MIS                                                        | Loučová                                                     | v ohradní zdi bývalého zámku 49°11′46,16″ s. š., 13°27′35,7″ v. d. | Kaple · Zapsáno do státního seznamu před rokem 1988. |
|                   |                   | Hledat fotografie a kategorie ve Wikimedia Commons podle rejstříkového čísla památky | Nahrát snímek k tomuto tématu do úložiště Wikimedia Commons |                                                                    |                                                      |

## Mochov
| Památka                | Fotografie        | Rejstříkové číslo v ÚSKP                                                             | Sídelní útvar                                               | Poloha                                                                        | Popis a poznámky                                                     |
| ---------------------- | ----------------- | ------------------------------------------------------------------------------------ | ----------------------------------------------------------- | ----------------------------------------------------------------------------- | -------------------------------------------------------------------- |
| Vodní mlýn (Q33251315) | \| \| \| \| \| \| | 32701/4-4156 Pam. katalog MIS                                                        | Mochov                                                      | Mochov 10, na samotě v Pekelském údolí 49°10′50,91″ s. š., 13°23′39,35″ v. d. | Vodní mlýn Sterzmühle · Zapsáno do státního seznamu před rokem 1988. |
|                        |                   | Hledat fotografie a kategorie ve Wikimedia Commons podle rejstříkového čísla památky | Nahrát snímek k tomuto tématu do úložiště Wikimedia Commons |                                                                               |                                                                      |